# Thomas Galen Hieronymus
Thomas Galen Hieronymus (* 21. November 1895 in Valpariso, Indiana; † 21. Februar 1988 in Clayton, Georgia) war ein Ingenieur, der sich unter anderem in der Entwicklung der „klassischen“ Radionik betätigte, einem alternativmedizinischen Verfahren, das auch unter dem Begriff der instrumentengestützten Fern- bzw. Geistheilung gefasst werden kann. Wissenschaftliche Nachweise für die Existenz der von ihm postulierten eloptischen Energie oder für die Wirkung der von ihm erdachten radionischen Geräte existieren nicht.

## Leben
Hieronymus wuchs als ältester Sohn des Farmers James Frederick und seiner Frau Mattie Hieronymus (geb. Tatum) mit drei Schwestern in South Missouri auf. Als Jugendlicher trat er den Boy Scouts bei und entdeckte seine Leidenschaft für die Telegrafie und entwickelte bereits 1911 eine drahtlose Telegraphenstation. Mit 17 trat er in Nationalgarde der Vereinigten Staaten als Funker ein. Im Zuge des Ersten Weltkrieges gelangte er nach Frankreich.
Hieronymus war nach dem Ersten Weltkrieg als Chefingenieur beim Underground Power Installation Department angestellt. 1930 baute er das unter dem Namen „Pathoclast“ bekannt gewordene Radionikgerät von J. W. Wigglesworth nach; später entwickelte er eigene Gerätemodelle. 1938 ließ sich Hieronymus in den Ruhestand versetzen und eröffnete das „Radiation Laboratory“ in Kansas City zur Herstellung und Verkauf eigener Geräte. Aufgrund der sich verschärfenden Gesetzgebung in den USA, die den Vertrieb der Geräte unmöglich machte, gab er die Herstellung auf und widmete sich ausschließlich der Forschung. Thomas Galen Hieronymus starb 1988 in Clayton, Georgia, USA.

## „Eloptische Energie“

Patentschrift US 2,482,773 Detection of emanations from materials and measurement of the volumes thereof (Analysator des Thomas Galen Hieronymus, Prioritätsdatum: 23. Oktober 1946)

Thomas Galen Hieronymus war im Unterschied zu anderen Radionikern nicht der Auffassung, dass das Radionikgerät ein Instrument ist, das keine physikalische Bedeutung besitzt und nur als Hilfsmittel zur Fokussierung der Intention des jeweiligen Radionikers dient. Er vermutete, die Wirkungen des Radionikgerätes erfolgten durch die gerichtete Leitung und die Modifikation einer sogenannten eloptischen Energie, die eine Art universelle oder ätherische Energie darstelle. Diese wird nach Hieronymus’ Ansicht von allen Gegenständen oder Lebewesen abgegeben und könne entsprechend detektiert werden. Die Benennung „eloptisch“ erfolgte aufgrund der behaupteten Eigenschaften dieser Energieform. Sie lasse sich wie Elektrizität („el“-ektrisch) oder wie Licht („opt“-isch) leiten bzw. isolieren.

### Der Analysator
Aus der Theorie, dass alle Elemente eine spezifische „eloptische“ Energieform abgeben, entstand ein Analysegerät, mit dem es möglich sein sollte, Proben auf ihren Gehalt an unterschiedlichen Elementen zu analysieren. Dabei wurde die Probe in einen Probenbehälter gelegt und mittels eines drehbaren Prismas die entsprechende eloptische Energie gefiltert und radiästhetisch über eine Reibeplatte detektiert. Der Analysator von Thomas Galen Hieronymus wurde 1947 unter US 2,482,773 zum Patent angemeldet.
John W. Campbell stellte fest, dass der Analysator auch dann „funktionierte“, wenn nur das Schaubild des Gerätes auf einen Bogen Papier gezeichnet worden war. Jedoch war Hieronymus zeitlebens davon überzeugt, dass der reale Aufbau des Gerätes und die Verwendung der geeigneten Materialien essentiell für die Funktion des Gerätes waren.

### Weitere Geräte
Aus Abwandlungen des Analysators entstanden weitere Geräte, die im Wesentlichen zur Behandlung von Menschen, Tieren und Pflanzen benutzt wurden. Im Gegensatz zu den Geräten der bis dahin verwendeten klassischen Radionikgeräte, die im Wesentlichen ein Widerstandsnetzwerk als Schaltbasis benutzten, verwendete Thomas Galen Hieronymus, in Anlehnung an den „Pathoclast“ von Dr. J.W. Wiggelsworth, zwei gekoppelte, einstellbare Luft-Kondensatoren. Sein Ratensystem bezieht sich deshalb auch auf diese Konfiguration und wird entsprechend TDR-System („Two Dial Rates“-System, Schreibweise z. B. 60,6–23,5)  genannt. Dieses System wird überwiegend in den USA verwendet.
Besondere Systeme werden angeblich in der Landwirtschaft eingesetzt („Cosmic Pipes“). Diese bestehen aus einem Rohr, das teilweise in die Erde versenkt wird. Zwischen oberem und unterem Ende des Rohres besteht eine leitende Verbindung. Im Mittelbereich des Rohres sind häufig ein elektrischer Schwingkreis, weitere Schaltelemente und Kristalle angebracht, an denen gewünschte Effekte eingestellt werden können.